# 民族識別工作
民族識別工作（みんぞくしきべつこうさく）とは、中国の国民を構成する諸集団が、いかなる民族に帰属するかを法的に確定させる行政手続きである。清代から民国期にかけて伝統的に漢・満・回・蔵・蒙の「五族」とされてきた民族の数は、1950年代以降のこの工作により、56にまで細分化された。

## 概要
1935年の調査では中国の少数民族の数は400ほどであったが、1950年代以降の中華人民共和国政府による民族識別工作により統合を推進し、56の民族が公認された。漢族を除く55の「少数民族」は、民族ごとに、その集住地域が区域自治の領域として指定され、その地において、その民族に対し「民族の文字・言語を使用する権利」、「一定の財産の管理権」「一定規模の警察・民兵部隊の組織権」「区域内で通用する単行法令の制定権」などが認められている。
新中国は、清朝最後の皇帝で満洲国執政（皇帝）だった愛新覚羅溥儀を満洲族の代表として中国人民政治協商会議全国委員に任命して民族識別工作を行い、満族（満洲民族）を一定の権利を有する少数民族として公認した。
1949年に建国された中華人民共和国は、かつてのソビエト社会主義共和国連邦（ソ連、ソビエト連邦）が建前上は「さまざまな民族に自治権を付与した連邦制国家であった」のとは異なり、中国共産党が人民末端に至るまで指導する厳格な権力集中制を採用している。これは、中国共産党が、抗日戦争（日中戦争）を戦うなかで、連邦制のスタイルは「中華民族」を分断するとみなしたためでもあった。にもかかわらず、個別の55民族を公定したのは、ヨシフ・スターリンのソ連型社会主義にならい、さまざまな民族の発展段階を規定し、その違いに応じて社会主義化を進めようとしたためであった。これを受けて少数民族の多い地域では、全国一律の政策にある程度の猶予を加える「民族区域自治」を実施してきた。そのため、中国共産党が個別の少数民族の社会主義化や「発展」をめぐる解釈・方針を変えるたびに、一党独裁制の国家に暮らす人民の生活は大きく翻弄されてきた。毛沢東が政権を担っていた時代には、中ソ対立や中印国境紛争のさなか、内モンゴル自治区やチベット自治区においてモンゴル民族やチベット民族に対し、激しい弾圧が幾度も繰り返され、多くの貴重な人命が失われたのである。

## 天安門事件以降
六四天安門事件が起こった1989年以降、中華人民共和国政府は一貫して「安定は全てを圧倒する（穏定圧倒一切）」を重要視してきたが、その目的は一党独裁の政治を完遂し、正当化を図ることであった。すなわち一党支配を正当化・擁護し、上からの強権的統制と下からの経済成長を結びつけることにより、独裁国家が大衆から広範な支持を得ていることを演出し、理論的に提示することにあった。「中国の夢（中国的夢）」を掲げる習近平政権に入ってからは、いっそう抑圧的な少数民族政策がとられるようになり、2014年のウルムチ駅爆発事件以降、習は、今こそ「社会の安定」を実現すべしと訴え、さらに「中華民族共同体意識」を「鋳造」しなければならないと主張してさまざまな強権政策を打ち出している。
アヘン戦争以来の中華文明の衰退を挽回して「富強」を実現するためには漢族・中華文明を中心とする「中華民族」と名付けられた国民共同体をつくろうとしている中国では、すべての人々が取り込まれるべき「中華」という名の「人民」「民族」が、まずは想定されるのであり、個人や個別文化はそのなかに埋没されやすい。しかし、この「単一民族」国家観は同時に、諸民族の相違を党と国家が公定し、固定しているため、少数民族問題をさらに複雑なものとしている。